# پروتزهای بینایی
برسازه‌های بینایی که اغلب به عنوان چشم بیونیک نامیده می‌شوند، یک دستگاه بینایی تجربی می‌باشد که برای بازگرداندن دید عملکردی در افراد مبتلا به نابینایی جزئی یا کامل در نظر گرفته شده‌است. در بسیاری از دستگاه‌های توسعه‌یافته که معمولاً در کاشت حلزونی یا دستگاه‌های بیونیک گوش کاربرد دارند، از برسازه‌های عصبی استفاده می‌شود که از اواسط دهه 1980 مورد استفاده قرار گرفته‌اند. ایده استفاده از جریان الکتریکی (مثلاً تحریک الکتریکی شبکیه یا کورتکس بینایی) برای میسر ساختن بینایی به قرن 18 باز می‌گردد، که توسط بنجامین فرانکلین، تیبریوس کاوالو و چارلز لیروی مورد بحث قرار گرفته‌است.

## ملاحظات زیست‌شناختی
توانایی دادن بینایی به یک فرد نابینا از طریق چشم بیونیکی، بستگی به موقعیت محل از دست دادن بینایی دارد. در مورد برسازه‌های شبکیه که رایج‌ترین برسازه‌های بینایی در حال توسعه هستند (به علت سهولت دسترسی به شبکیه)، بیماران مبتلا به ضایعات بینایی، در صورتی که علت بیماری آن‌ها انحطاط سلول‌های گیرنده نور در چشم باشد، بهترین نامزد برای درمان هستند. در صورتی که اعصاب بینایی، پیش از شروع نابینایی به خوبی توسعه یافته باشند، این فرایند بیشتر موفقیت آمیز خواهد بود. افرادی که نابینایی مادرزادی دارند، ممکن است فاقد عصب بینایی کاملاً توسعه یافته باشند که معمولاً قبل از زایمان پیش می آید. البته انعطاف پذیری عصبی این امکان را ایجاد می‌کند که عصب و بینایی، بعد از کاشت پیشرفت کند.

## ملاحظاتفناورانه
برسازه‌های بصری به عنوان یک کمک بالقوه ارزشمند برای افراد مبتلا به اختلال دیداری در حال توسعه است. Argus II، که در مؤسسه چشم دانشگاه کالیفرنیای جنوبی (USC) توسعه یافته‌است و توسط Second Sight Medical Products Inc تولید شده‌است، در حال حاضر تنها دستگاهی است که تأیید بازاریابی را دریافت کرده‌است (CE Mark در سال 2011 در اروپا). بیشتر تلاش‌های دیگر تحقیقاتی ادامه دارد؛ Alpha IMS Retina Implant AG که در ژوئیه 2013 موفق به کسب یک علامت CE شد، بهبود چشمگیری در رزولوشن دارد. با این حال، FDA در ایالات متحده تأیید نشده‌است.

## برخی از پروژه‌های در حال انجام

### برسازه شبکیه Argus
برسازه شبکیه Argus، یک درونکاشت شبکیه الکترونیکی است که توسط شرکت آمریکایی محصولات بینایی دوم پزشکی ساخته شده‌است.
این برسازه به عنوان یک برسازه بینایی برای بهبود بینایی افراد مبتلا به موارد شدید رتینیت پیگمنتوزا مورد استفاده قرار می‌گیرد. نسخه Argus II این سامانه برای بازاریابی در اتحادیه اروپا در ماه مارس سال ۲۰۱۱ تأیید شد و در فوریه ۲۰۱۳ تحت تأثیر معافیت دستگاه‌های بشردوستانه در ایالات متحده تأیید شد. سامانه Argus II به غیر از هزینه جراحی کاشت و آموزش استفاده از دستگاه، حدود ۱۵۰،۰۰۰ دلار هزینه دارد.

### برسازهبینایی مبتنی بر میکروسیستم (MIVP)
این یک الکترود مارپیچ در اطراف عصب بینایی در پشت چشم است که به یک محرک کاشته شده در جمجمه متصل است. این محرک سیگنال‌هایی را از یک دوربین خارجی دریافت می‌کند و این سیگنال‌ها به سیگنال‌های الکتریکی تبدیل می‌شوند که به‌طور مستقیم عصب بینایی را تحریک می‌کنند.

### شبکیهدرونکاشتهاروارد / MIT
آرایه‌ای از الکترودها، که در فضای زیر شبکیه قرار می‌گیرد و سیگنال‌های تصویری را از یک دوربین که بر روی یک جفت عینک قرار دارد، دریافت می‌کند. تراشه تحریک‌کننده تصویری را که از دوربین گرفته شده‌است، رمزگشایی می‌کند و نتیجتاً سلول‌های گانگلیونی شبکیه را تحریک می‌کند. برسازه نسل دوم آن‌ها اطلاعات را جمع‌آوری می‌کند و آن را از طریق میدان‌های RF از کویل‌های فرستنده‌ای که روی عینک نصب شده اند، می فرستد. یک کویل گیرنده ثانویه اطراف عنبیه قرار دارد.

### شبکیه سیلیکونی مصنوعی (ASR)
برادران آلن چو و وینسنت چو، یک ریزتراشه حاوی ۳۵۰۰ فوتودیود را ایجاد کرده‌اند که نور را تشخیص داده و آن را به امواج الکتریکی تبدیل می‌کند که می‌توانند سلول‌های گانگلیونی شبکیه را تحریک کنند. ASR نیازی به دستگاه‌های خارجی ندارد. ریزتراشه ASR یک تراشه سیلیکونی با قطر ۲ میلی‌متر (همان مفهوم تراشه‌های رایانه‌ای) است که شامل حدود ۵۰۰۰ سلول خورشیدی میکروسکوپی است که هر کدام دارای الکترودهای تحریک‌کننده خود هستند.

### برسازه شبکیه فتوولتائیک
دانیل پالنکر و گروهش در دانشگاه استنفورد یک سامانه فتوولتائیک برای برسازه‌های بینایی ایجاد کرده‌اند که شامل یک آرایه از فتودیودهای زیر شبکیه و یک سامانه فراتاب تصویر مادون قرمز نصب شده بر روی عینک‌های ویدئویی است. اطلاعات از دوربین فیلمبرداری در یک رایانه جیبی پردازش شده و بر روی عینک‌های ویدئویی مجهز به پالس‌های نزدیک مادون قرمز (IR، 850-915 نانومتر) نمایش داده می‌شود. تصویر IR بر روی شبکیه چشم می‌افتد و فتودیودها را در درونکاشت زیر شبکیه فعال می‌کند که نور را به جریان الکتریکی دو فاز پالس در هر پیکسل تبدیل می‌کند.

### Dobelle Eye
مشابه عملکرد دستگاه هاروارد / MIT می‌باشد ؛ با این تفاوت که تراشه تحریک‌کننده به جای شبکیه چشم، در قشر اولیه بینایی قرار گرفته‌است.

### برسازه بینایی درون قشری
آزمایشگاه برسازه‌های عصبی در مؤسسه فناوری ایلینوی (IIT)، شیکاگو، در حال توسعه یک برسازه بینایی با استفاده از آرایه‌ای از الکترودهای درون قشری است. در حالی که این سامانه در اصل به سامانه Dobelle مشابه است، استفاده از الکترودهای داخل مغزی اجازه می‌دهد تا رزولوشن مکانی در سیگنال‌های تحریک به شدت افزایش یابد (الکترودهای بیشتر در واحد سطح). علاوه بر این، یک سامانه سنجش از راه دور بی سیم برای از بین بردن نیاز به سیم‌های ترانس، در حال توسعه است.